# Stazione di Como Borghi
La stazione di Como Borghi è una stazione ferroviaria posta lungo la linea Saronno-Como, a servizio della città di Como, in piazzale Gerbetto 1. È una delle sei stazioni della città di Como insieme alle stazioni di Como San Giovanni e Albate-Trecallo gestite da RFI, quella unificata di Como Camerlata e quella di Como Lago gestita da FerrovieNord.

## Storia
La stazione fu aperta nel 1885 come parte della linea Como-Varese-Laveno. Dal 1898 è servita anche dalla linea Saronno-Como. Il 31 luglio 1966 fu soppresso completamente il tratto Grandate-Malnate, terminando così le corse dirette tra Como e Varese.

## Strutture e impianti

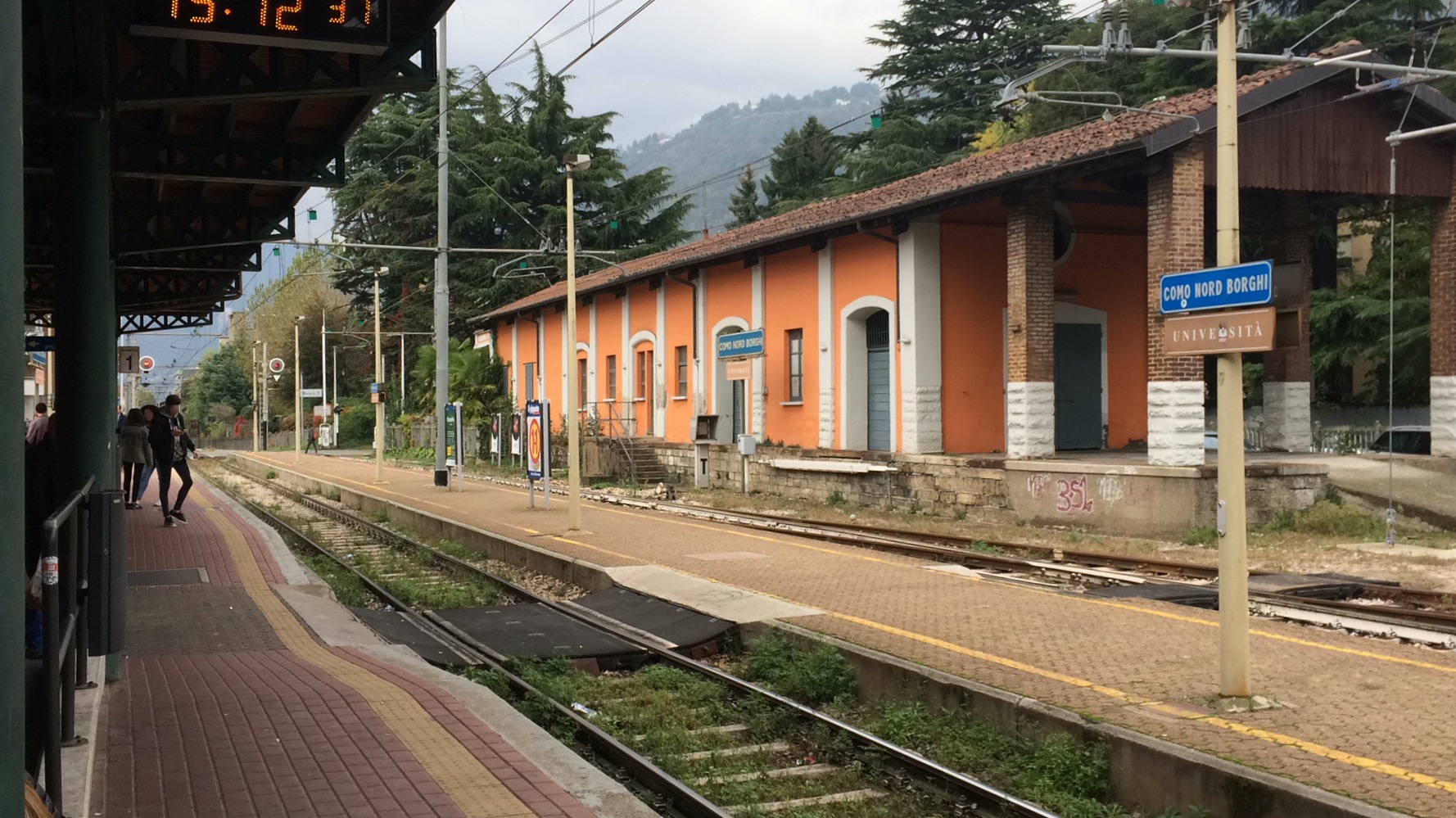
Il piazzale binari

L'impianto è gestito da Ferrovienord che lo qualifica come stazione secondaria; dispone di un fabbricato viaggiatori, dotato di una sala d'aspetto. Il piazzale binari è composto da due binari serviti da banchine. È presente anche un magazzino merci (in disuso) e dei binari tronchi (cinque, poi ridotti a tre nel 2021 per esigenze tecniche di rettifica del binario 2); la zona ricovero era usata assiduamente fino al 2003 per la sosta notturna dei treni da utilizzare per le prime corse "pari" del mattino.

## Servizi
- Biglietteria automatica
- Sala d'attesa
- Servizi igienici
- Bar

## Movimento
Il servizio è svolto con treni regionali a cadenza semioraria lungo la direttrice Como Lago-Saronno-Milano Cadorna. Questa tipologia di corse effettua tutte le fermate tra la stazione di Como Lago e quella di Saronno, mentre esclude le soste tra Saronno e Milano Bovisa-Politecnico.
Negli orari di punta esistono inoltre dei treni RegioExpress, che fermano solo a Saronno, Lomazzo, Grandate e nelle stazioni poste sul territorio di Como.